# Sidsel Mørck
Sidsel Mørck sinh ngày 28 tháng 11 năm 1937, là nhà văn người Na Uy.

## Sự nghiệp
Bà lớn lên ở Sandefjord và cư ngụ ở Oslo cùng Porsgrunn. Bà bắt đầu sáng tác từ năm 1967 với tuyển tập thơ Et ødselt sekund.
Bà đã viết nhiều thơ, truyện ngắn và tiểu thuyết cho cả thiếu nhi và người lớn. Các tác phẩm của bà mang dấu ấn của sự dấn thân vào công tác xã hội, đặc biệt trong sự nghiệp của phụ nữ, vai trò của giới tính và việc bảo vệ môi trường. Bà cũng tích cực tham gia vào các cuộc tranh luận xã hội và viết nhiều bài báo về đề tài này. Bà chỉ trích sự thống trị của nam giới. Việc bảo vệ môi trường của bà là do việc bà đã cư ngụ ở khu vực công nghiệp Norsk Hydro bị ô nhiễm ở Porsgrunn.
Các tác phẩm viết cho thiếu nhi của bà biểu lộ sự quan tâm tới các trẻ em. Bà quan niệm các trẻ em là đại diện cho sự lành mạnh và các giá trị tốt đẹp, trong khi những người lớn đại diện cho các giá trị không tốt như tham lam, đàn áp và phá hoại môi trường.

## Tác phẩm
- 1967: Et ødselt sekund - Thơ
- 1969: Dager kan vokse - Thơ
- 1970: Apropos - Thơ
- 1971: Først var det små rom - Thơ
- 1972: Veven - Truyện ngắn
- 1973: I forhold til - Thơ
- 1974: Er du ikke glad da? - Tiểu thuyết
- 1976: Lykkehjulet går - Truyện ngắn
- 1977: En mykere morgen - Thơ
- 1978: Stumtjenere - Tiểu thuyết
- 1978: Erta berta sukkererta – Thơ thiếu nhi
- 1979: Framtida er nå - Tạp văn
- 1980: Byliv - Thơ
- 1980: Stort og smått-vers – Thơ thiếu nhi
- 1982: Forhold - Truyện ngắn
- 1982: Ingen røyk uten ild – Sách tranh luận
- 1983: Ikke til salgs - Tiểu thuyết
- 1985: Hemmelig-viser og vers – Thơ thiếu nhi
- 1987: Kikkeren - Truyện ngắn
- 1987: Sur og blid-vers – Thơ thiếu nhi
- 1990: Hver eneste natt - Thơ
- 1990: Heia gamleparken – Sách thiếu nhi
- 1991: Uskyldigheten - Truyện ngắn
- 1993: På tvers-vers – Thơ thiếu nhi
- 1994: Kråkeslottet – Sách thiếu nhi
- 1995: Svevet - Truyện ngắn
- 1997: Vi sover ikke - Thơ
- 1998: Julie og fuglen – Sách thiếu nhi
- 1999: Nattgutten – Sách thiếu nhi
- 2001: Arret - Truyện ngắn
- 2001: Herman og Olsen – Sách thiếu nhi
- 2002: Hit og dit-vers – Thơ thiếu nhi
- 2003: Fredrik og himmelhuset – Sách thiếu nhi
- 2005: Bestemor Basta – Sách thiếu nhi
- 2009: Det vakre - Truyện ngắn

## Giải thưởng và Vinh dự
- 1976:Mads Wiel Nygaards Endowment[3]
- 1988: Venstres miljøpris
- 1989: Kardemommestipendiet
- 1990: Giải Lời nói tự do.[4]
- 1991: Rachel Carson-prisen
- 1993: Statsstipendiat
- 2009: Vestfolds Litteraturpris